# Big Bear Solar Observatory
Il Big Bear Solar Observatory (BBSO) è un osservatorio astronomico situato nella Contea di San Bernardino, circa 100 km a est di Los Angeles, impiegato per lo studio del Sole.
Si trova sulle rive del Big Bear Lake, un bacino artificiale ad un'altitudine di 2067 metri. 
L'osservatorio fu costruito nel 1969 dal California Institute of Technology, ma dal 1997 la sua gestione è stata trasferita al "New Jersey Institute of Technology".
La sua posizione sulle sponde di un grande specchio d'acqua permette di eliminare gran parte della radiazione di calore proveniente dal terreno, che causerebbe aberrazioni delle immagini.

## Principali strumenti
- Telescopio riflettore da 65 cm, operante sotto vuoto per una maggiore stabilità delle immagini
- Telescopio rifrattore da 25 cm, operante sotto vuoto
- Telescopio "Full Disc" da 20 cm, usato per seguire il corso del Sole dall'alba al tramonto

Nel gennaio 2009 è entrato in funzione un nuovo e più grande telescopio, di 1,6 metri di diametro, ospitato in una nuova cupola.
L'osservatorio è aperto al pubblico per visite guidate il sabato nei mesi di luglio e agosto.